# جروم سلیر
جروم سلیر (انگلیسی: Jérôme Cellier؛ زادهٔ ۸ فوریهٔ ۱۹۸۴) بازیکن فوتبال اهل فرانسه است.
از باشگاه‌هایی که در آن بازی کرده‌است می‌توان به باشگاه فوتبال کلرمون فوت اشاره کرد.